# Tall Hujayrat Al-Ghuzlan

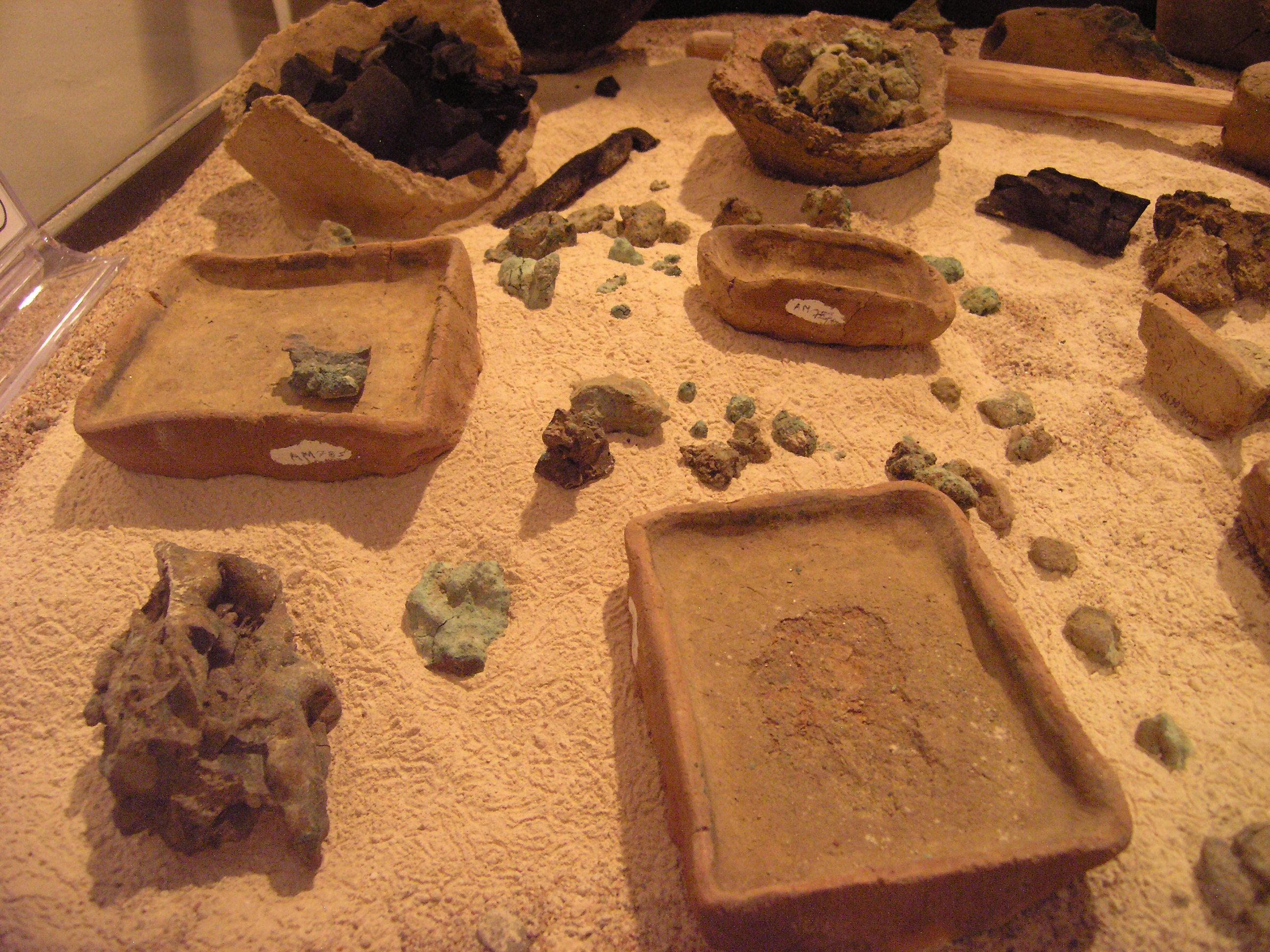
Descoperiri arheologice din situl expus la Muzeul arheologic Aqaba

Tall Hujayrat Al-Ghuzlan este un sit arheologic din perioada calcolitică care se află la 4 km nord de orașul Aqaba de astăzi din Iordania. Tall Hujayrat Al-Ghuzlan și situl vecin Tall Al-Magass din Aqaba au dovezi ample ale producției și comerțului semnificativ de cupru din regiune.

## Prezentare generală
Arheologii de la Universitatea din Iordania au descoperit situl. Ei au găsit o clădire ale cărei ziduri au fost inscripționate cu desene umane și animale care sugerau că clădirea a fost folosită ca loc religios. Oamenii care locuiau în sit dezvoltaseră un sistem extins de apă pentru irigarea culturilor lor (în principal struguri și grâu). Căutătorii au descoperit, de asemenea, mai multe vase de lut de dimensiuni diferite, sugerând că producția de cupru a fost o industrie majoră în regiune (vasele au fost probabil folosite în topirea cuprului și remodelarea acestuia). Studiile științifice efectuate la fața locului au arătat că acesta a suferit două cutremure, acesta din urmă părăsind situl complet distrus.